# Laggan (Badenoch)

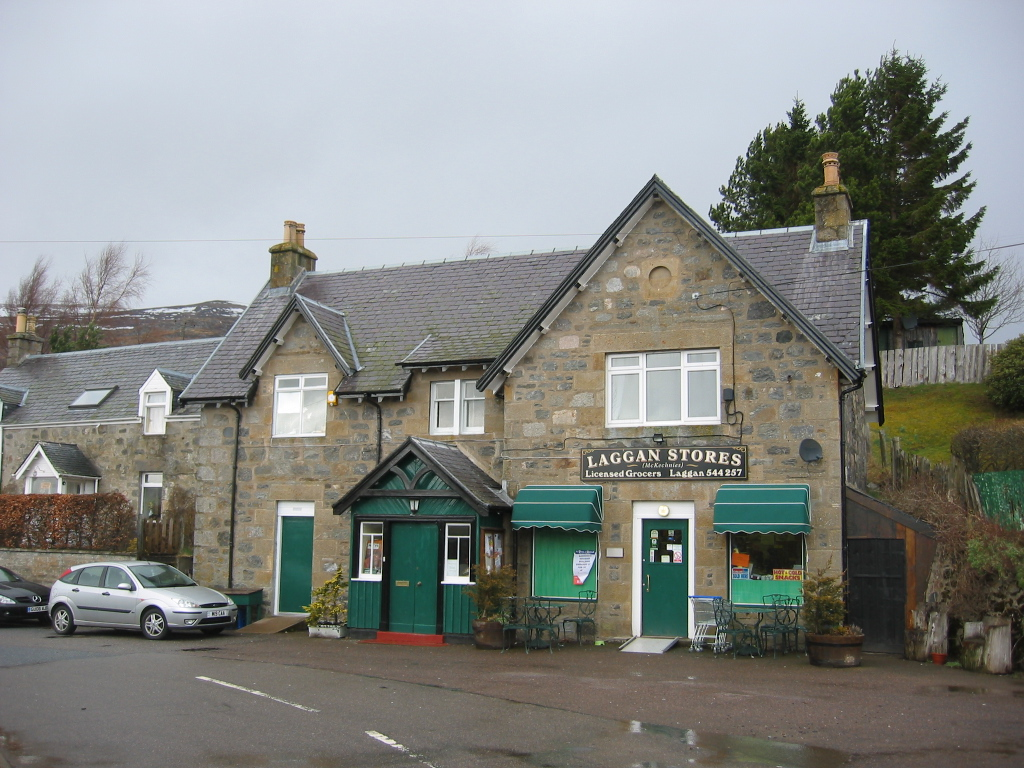
Laden im Ort

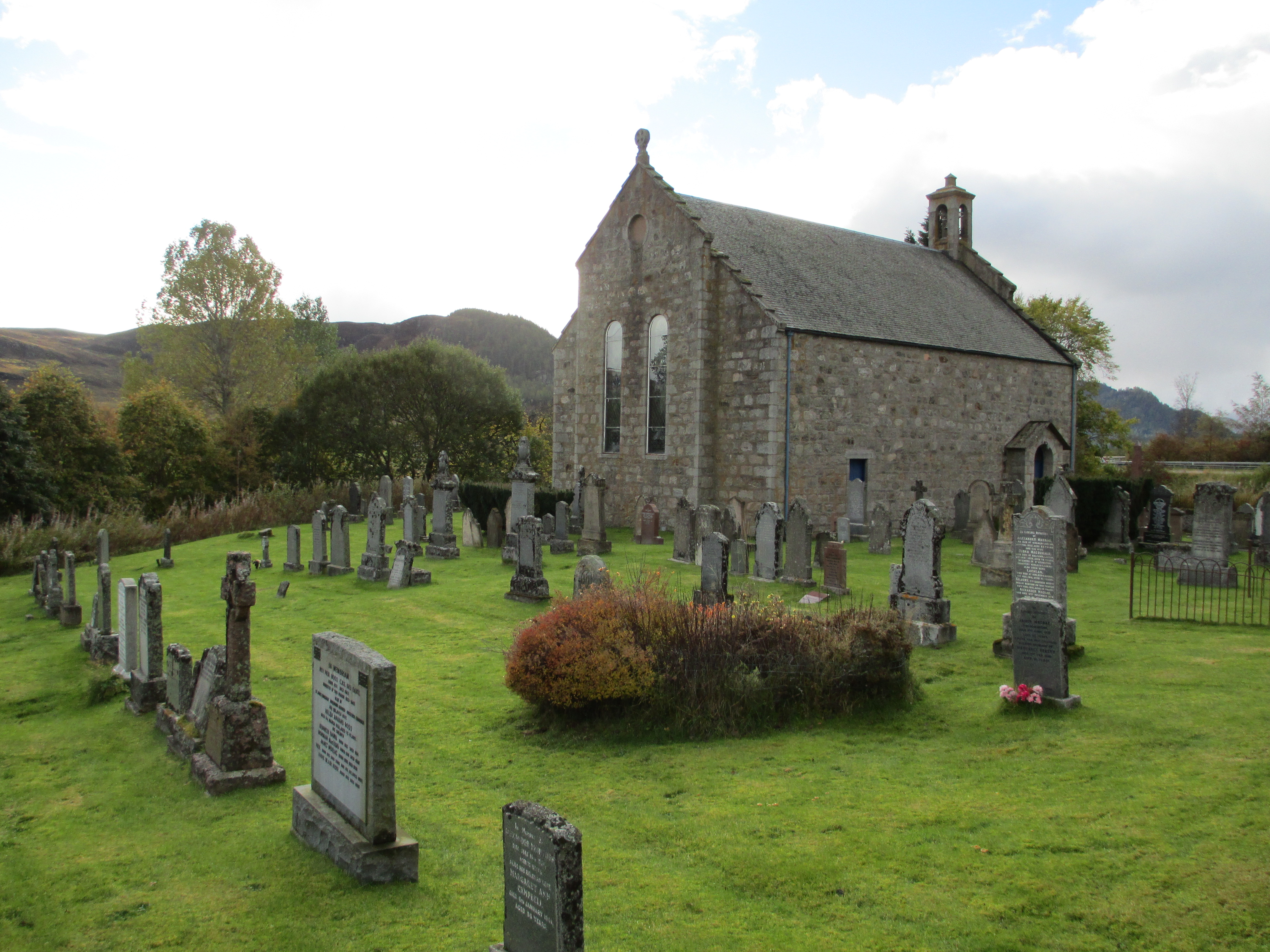
Kirche und Friedhof von Laggan

Laggan ist eine Ortschaft, die südlich von Inverness in der Council Area Highland im Norden von Schottland in der Region Badenoch liegt. Im Rahmen der historischen Gliederung Schottlands in Civil Parishes bildete es den zentralen Ort der gleichnamigen Civil Parish, die zu Inverness-shire gehörte. Aus dieser ging Ende der 1990er Jahre eine entsprechende Gemeinde (Community Council Area) hervor.

## Geographie
Laggan liegt im ländlichen Raum am westlichen, linken Ufer des Oberlaufs des Flusses Spey. Größere Ortschaften in der Umgebung sind Newtonmore im Nordosten und Dalwhinnie im Süden, kleinere Blargie im Westen sowie Balgowan im Osten.

## Verkehr
Verkehrstechnisch zu erreichen ist Laggan über die von Spean Bridge nach Kingussie führende A86. Südlich des Flusses, der mittels einer Brücke überquert werden kann, zweigt die nach Dalwhinnie führende A889 ab.

## Historisch Bedeutsames
Unter Denkmalschutz steht im Ort die Kirche mit dem sie umgebenden Friedhof.